# Ochrona gatunkowa
Ochrona gatunkowa – w Polsce jedna z form ochrony przyrody. Zgodnie z brzmieniem ustawa o ochronie przyrody z 2004 roku na celu ma zapewnienie przetrwania i właściwego stanu ochrony dziko występujących roślin, grzybów i zwierząt oraz ich siedlisk, a także zachowanie różnorodności gatunkowej i genetycznej. Ochrona ta dotyczy gatunków rzadko występujących, endemicznych, podatnych na zagrożenia i zagrożonych wyginięciem oraz objętych ochroną na podstawie umów międzynarodowych. Może być ochroną ścisłą lub częściową.
Podstawy prawne ochrony gatunkowej ustala ustawa o ochronie przyrody, a szczegółowe jej zasady oraz wykazy gatunków chronionych określa minister właściwy do spraw środowiska w drodze rozporządzenia publikowanego w Dzienniku Ustaw (dodatkowe gatunki mogą być objęte ochroną w danym województwie przez regionalnego dyrektora ochrony środowiska).
W stosunku do gatunków objętych ochroną gatunkową obowiązują określone zakazy (zabijania, zbierania, przetrzymywania, niszczenia ich siedlisk, handlowania, wywożenia za granicę, płoszenia itp.). Na odstępstwa od zakazów zezwolenie wydaje Generalny Dyrektor Ochrony Środowiska lub regionalny dyrektor ochrony środowiska.
Dla wybranych gatunków ustanawia się strefy ochrony wokół siedlisk.
W Polsce pod ochroną gatunkową znajduje się około 400 gatunków zwierząt, 213 gatunków roślin oraz 265 gatunków grzybów i porostów (stan na koniec 2002 roku).